# Округ Лејк (Илиноис)
Округ Лејк (енгл. Lake County) је округ у америчкој савезној држави Илиноис.

## Демографија
По попису из 2010. године број становника је 703.462, што је 59.106 (9,2%) становника више него 2000. године.
| Група             | 2000.           | 2010.           |
| Белци             | 472.968 (73,4%) | 458.701 (65,2%) |
| Афроамериканци    | 44.741 (6,9%)   | 49.033 (7,0%)   |
| Азијати           | 25.105 (3,9%)   | 44.358 (6,3%)   |
| Хиспаноамериканци | 92.716 (14,4%)  | 139.987 (19,9%) |
| Укупно            | 644.356         | 703.462         |